# When the Cicada Calls
Chapter 13: When the Cicada Calls (Capítulo 13: Cuando la Cigarra Llama en América Latina, y La Llamada de la Cigarra en España), es el decimotercer episodio de la primera temporada de la serie de televisión animada Scooby-Doo! Misterios, S. A..
El guion principal fue elaborado por Paul Rugg, mientras Joey Mason junto a Mike Borkowski se encargaron de dibujar el guion gráfico, y Curt Geda estuvo a cargo de la dirección general. El episodio fue producido por la compañía Warner Bros. Animation, a manera de secuela de la serie original de Hanna-Barbera Productions, Scooby-Doo ¿dónde estás? (1969).
Se estrenó oficialmente en los Estados Unidos el 25 de octubre de 2010 por Cartoon Network. En Hispanoamérica y Brasil, el episodio se estrenó oficialmente el 29 de mayo de 2011 a las 17:00 a través de Cartoon Network.

## Argumento
En las afueras de la fábrica Destroido Corporation un hombre de negocios sale para retirarse a su hogar pero recibe una llamada amenazante. El hombre sin asustarse reta a su acosador y prosigue a irse en su auto. Una vez en la carretera el hombre es atacado por miles de cigarras que se adieren al parabrisas y entran al auto hasta que se sale de la carretera. Las cigarras entonces se retiran y se unen para forman una cigarra más grande.
En la secundaria de gruta de cristal los chicos están teniendo una clase del Profesor Yantz un maestro apuesto según Daphne, y amante de las cigarras hasta tal punto que llega a besar una delante de clase, además de que se molesta con Shaggy y Scooby por comer frituras de la corporación Destroido. Al terminar la clase Freddy se pone celoso al ver como Daphne queda encantada por el Profesor Yantz pero se niega a reconocerlo. Shaggy se percata de que sus frituras contienen dos mensajes del Señor E que dicen, que un nuevo misterio los espera en el hospital.
En el hospital de gruta de cristal, Freddy intenta acercarse a Daphne invitándola a una cita para crear trampas pero la pelirroja se molesta por no ser ella el centro de atención de Freddy y rechaza la invitación. En la habitación de la víctima, los chicos descubren al Sheriff Stone y el alcalde Fred Jones bloqueando la puerta. Pero el asustado Sheriff "accidentalmente" menciona que el responsable fue una criatura insecto. Decidido a proteger la nueva atracción turística, el alcalde le advierte a su hijo y sus amigos de no intervenir, pero los chicos se rehúsan. Esa misma noche otro empleado de Destroido recibe la misma advertencia de la criatura insecto y al no escucharla, el hombre acaba atacado por la criatura. 
Los chicos tratan de hablar con la nueva víctima el Sr. Dederdee y se descubren que el mismo está siendo consolado por la Abuela Moonbeam la creadora de las frituras de destroido: Natural Slivers. El hombre aclara que recibió una advertencia antes de su ataque y al recordarlo tiene un ataque de nervios que acaba por causarle un paro cardíaco. Sin notar el averiado control del elevador en el que se suben, los chicos descienden al sótano del edificio donde reciben la misma aterradora advertencia de parte de la criatura cigarra que los atacara la noche siguiente. 
Dado a la fascinación del Dr. Yantz por las cigarras, su odio a la compañía Destroido y la atracción que despierta en Daphne, Fred acusa al buen Doctor de ser el monstruo. Más tarde van a la oficina del Dr. Yantz, quien niega ser el monstruo, Fred se enfurece y lo llama roba-novias en frente de Daphne, quien sonríe al escuchar eso, las cosas se salen de control y el Dr. llama a la policía. Los chicos tratan de convencer al alcalde Jones de detener a la criatura ya que son el próximo blanco de la cigarra, pero el alcalde lo ve como la oportunidad perfecta de ganar mercancía con la presencia de la criatura en el festival. Al atardecer el presidente de destroido es atacado por la cigarra.
El día del festival en honor a la cigarra llega y la pandilla ya tiene preparada la trampa para la criatura. En la feria Daphne perdona a Freddy ya que escucho como el muchacho llamó al doctor "robanovias", pero Freddy le cuesta trabajo reconocer sus sentimientos y Daphne decide aceptar la cita al museo de trampas. El Dr. Yantz aparece en la feria y la pandilla lo sigue hasta una casa de los sustos donde son acorralados por la criatura cigarra. Los chicos hacen todo lo posible por alcanzar la máquina del misterio donde encarcelan a todas las criaturas gracias a una potente aspiradora. 
Sin los millones de insectos que la puedan cubrir, la culpable del caso es la ¡Abuela Moonbeam! Molesta por descubrir que el ingrediente secreto de sus frituras sea uno menos saludable y sin poder hacer nada al respecto, Moonbean decidió destruir la fábrica de destroido y para ello la mujer uso un dispositivo especial para controlar los movimientos de los animales, que adaptó a sus planes usando cigarras y cazar a los empleados indispensables de la corporación. Al resolverse el misterio Daphne y Fred deciden irse a su cita en el museo de las trampas ya reconciliados y felices.